# Ouray (chef ute)
Pour les articles homonymes, voir Ouray.
Ouray était un chef ute de la tribu Uintah-Ouray dans l’ouest du Colorado.
Il est connu pour avoir négocié avec les États-Unis pour les droits de la nation Utes dans la deuxième moitié du XIXe siècle.

## Biographie
Né au Nouveau-Mexique, Ouray a reçu une éducation catholique. En 1860, il devint chef de la tribu Uintah-Ouray des Utes. Pour défendre le droit de son peuple contre les colons blancs, il négocia avec les États-Unis plusieurs traités dont le traité de Conejos en 1863, le traité de 1868, et l'accord de Brunot en 1873. Il voyagea à Washington en 1880.
Ouray avait une sœur nommée Shawsheen (Shoshine). Il se maria deux fois, sa première femme, Black Mare, mourut à la suite de la naissance de son fils, et sa deuxième femme se nommait Chipeta.

## Postérité
La ville d’Ouray dans les gorges de la rivière Uncompahgre dans le Colorado, est nommé après lui.